# Escurial
Escurial è un comune spagnolo di 893 abitanti situato nella comunità autonoma dell'Estremadura.